# Величковић
Величковић је српско патронимско презиме настало од мушког имена Величко. Познати људи са овим презименом су:
- Владимир Величковић (1935–2019), сликар
- Душан Величковић (1947—2023), српски новинар и писац
- Ненад Величковић (1962), прозни писац и драматург
- Новица Величковић (1986), професионални кошаркаш
- Миодраг Величковић (1943–2010), српски новинар, карикатуриста, стрипар и сликар